# Вулканы Гренады
Список действующих и потухших вулканов Гренады.
| Название      | Высота | Координаты                      | Последнее извержение |
| ------------- | ------ | ------------------------------- | -------------------- |
| Кик-Эм-Дженни | -168 м | 12°18′00″ с. ш. 61°38′24″ з. д. | 2001                 |
| Сент-Катерин  | 840 м  | 12°09′ с. ш. 61°40′ з. д.       | unknown              |